# Октябрьский дворец
Международный центр культуры и искусств Федерации профсоюзов Украины, более известный как Октябрьский дворец (укр. Жовтневий палац) — памятник архитектуры в Киеве, построенный в 1842 году. Один из самых красивых и самых больших в Киеве театральных залов (вмещает более двух тысяч зрителей).

## История
Здание института благородных девиц спроектировано архитектором Викентием Беретти. Первый кирпич в фундамент здания заложен в 1838 году, строительство дворца длилось четыре года.
Дом построен на месте бывшего имения генерала-майора Бегичева (1724—1791), считавшегося мистиком и масоном. Уже в те времена это место пользовалось дурной славой.
После Октябрьской революции 1917 года здание было национализировано, институт благородных девиц упразднён. До 1934 года тут располагались различные государственные учреждения, после чего его полностью передали НКВД (Народный комиссариат внутренних дел СССР). В подвалах здания производились расстрелы осужденных тройками НКВД.
В годы Великой Отечественной войны здание было значительно повреждено. Его восстановление стало всеобщим делом. Вместе с тысячами простых рабочих, студентов и людей разных профессий здесь можно было увидеть деятелей культуры и искусства Максима Рыльского, Владимира Сосюру, Андрея Малышко, Льва Ревуцкого, Авмросия Бучму, Наталию Ужвий, Гната Юру и других.
24 декабря 1957 года Октябрьский дворец культуры был открыт для посетителей. С тех пор более 40 миллионов человек побывали на различных культурных мероприятиях дворца.
В настоящее время в Октябрьском дворце размещается Международный центр культуры и искусств. Первые шаги в большое искусство тут делали Дмитрий Гнатюк, Анатолий Соловьяненко, Бэла Руденко, Анатолий Мокренко, Юрий Гуляев, Диана Петриненко, Степан Турчак и многие другие.
В Международном центре культуры и искусств проводятся праздники народного творчества, традиционные конкурсы и фестивали, на его сцене выступали профессиональные и самодеятельные театральные и концертные коллективы из России, Белоруссии, Молдавии, Грузии, Литвы, Эстонии и других стран. Самодеятельные коллективы центра — народный ансамбль народного танца «Горлиця», народный оркестр народных инструментов, эстрадно-джазовый оркестр «Музыкальная лаборатория», народная вокальная студия, оперная студия, народный ансамбль классического балета «Просвет», детские образцовые коллективы «Вітерець» и «Співаночка» известны не только на Украине, но и за её пределами.
Международный центр культуры и искусств имеет библиотеку, насчитывающую 70 тысяч экземпляров печатных изданий, в которой проводятся встречи с писателями, композиторами, дипломатами, государственными и общественными деятелями, народными депутатами.

## Галерея

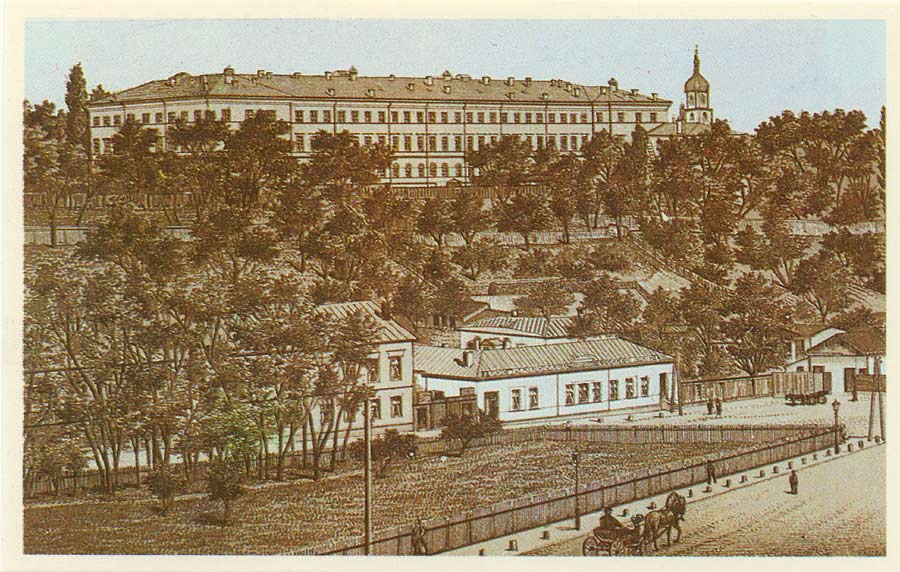
Вид на здание института Благородных девиц. Начало XX века
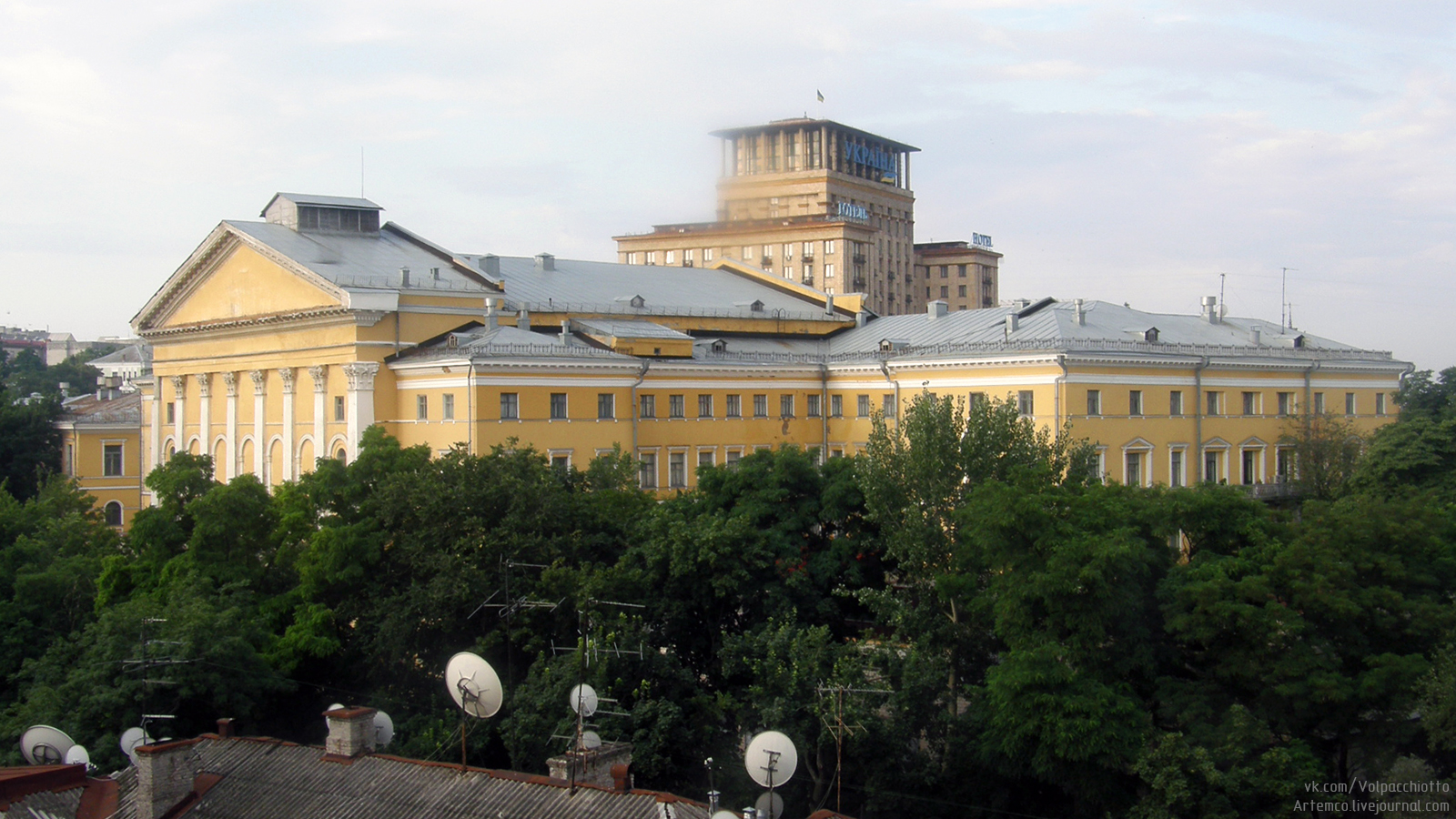
Вид на дворец с севера
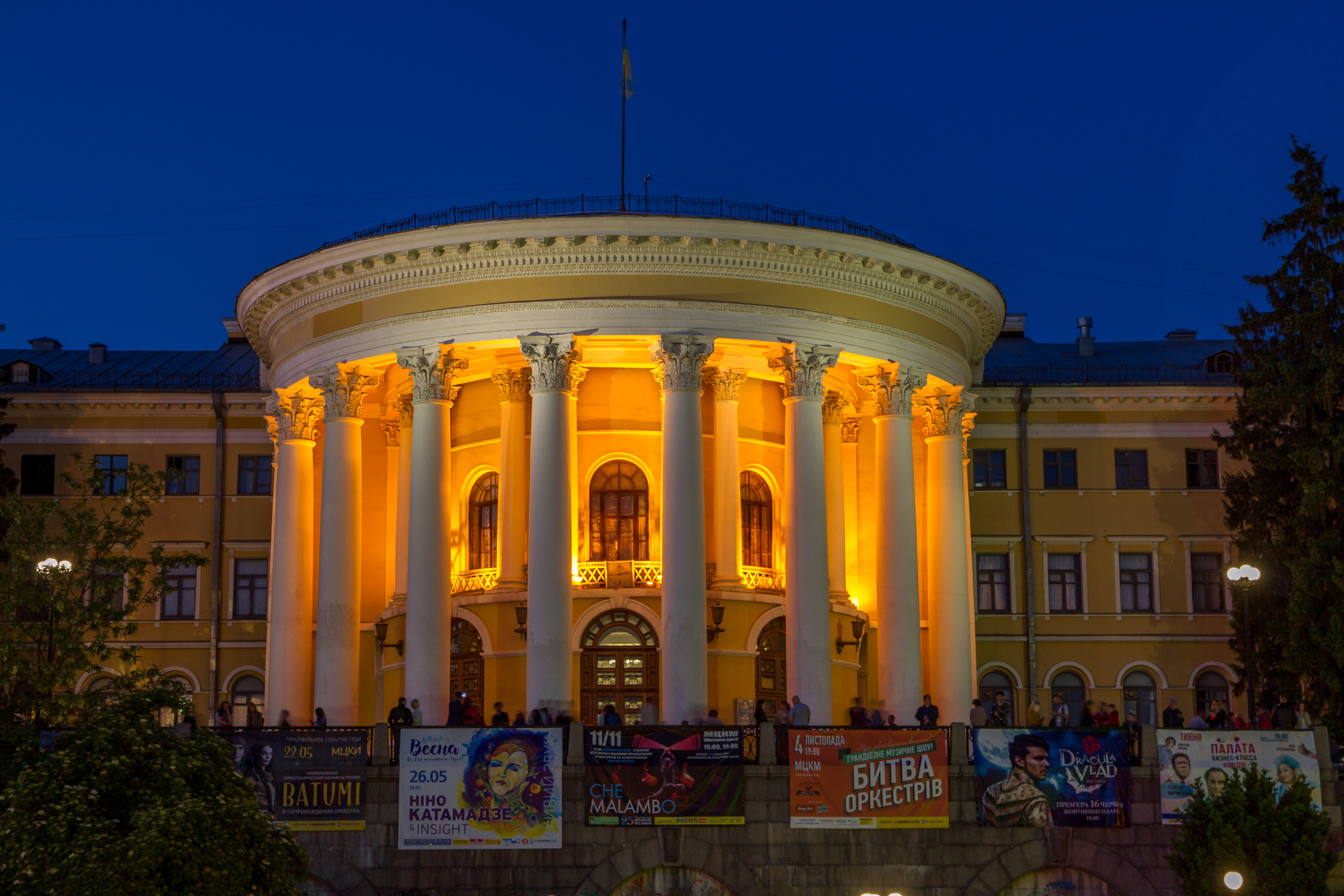
Октябрьский дворец
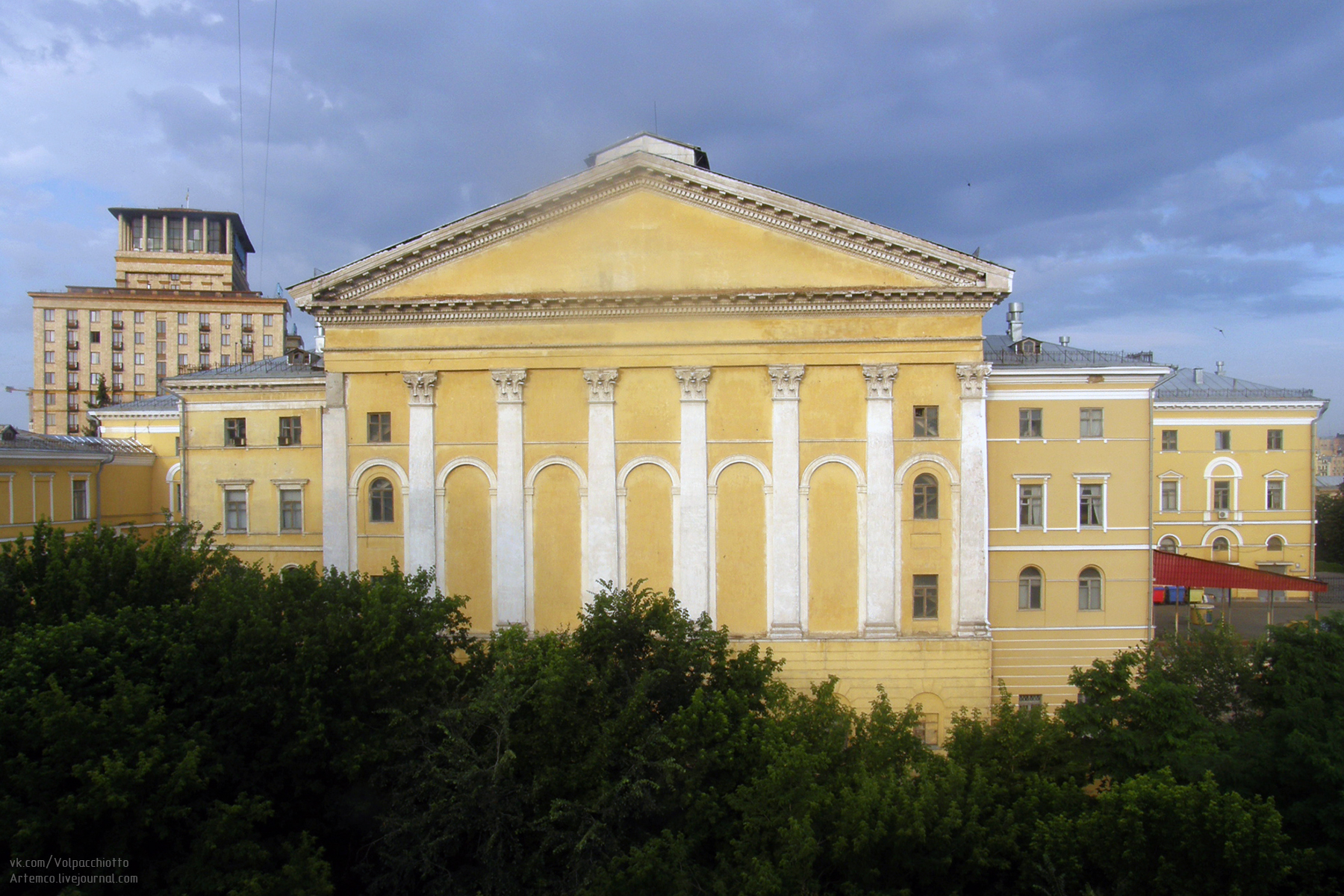
Задний фасад дворца
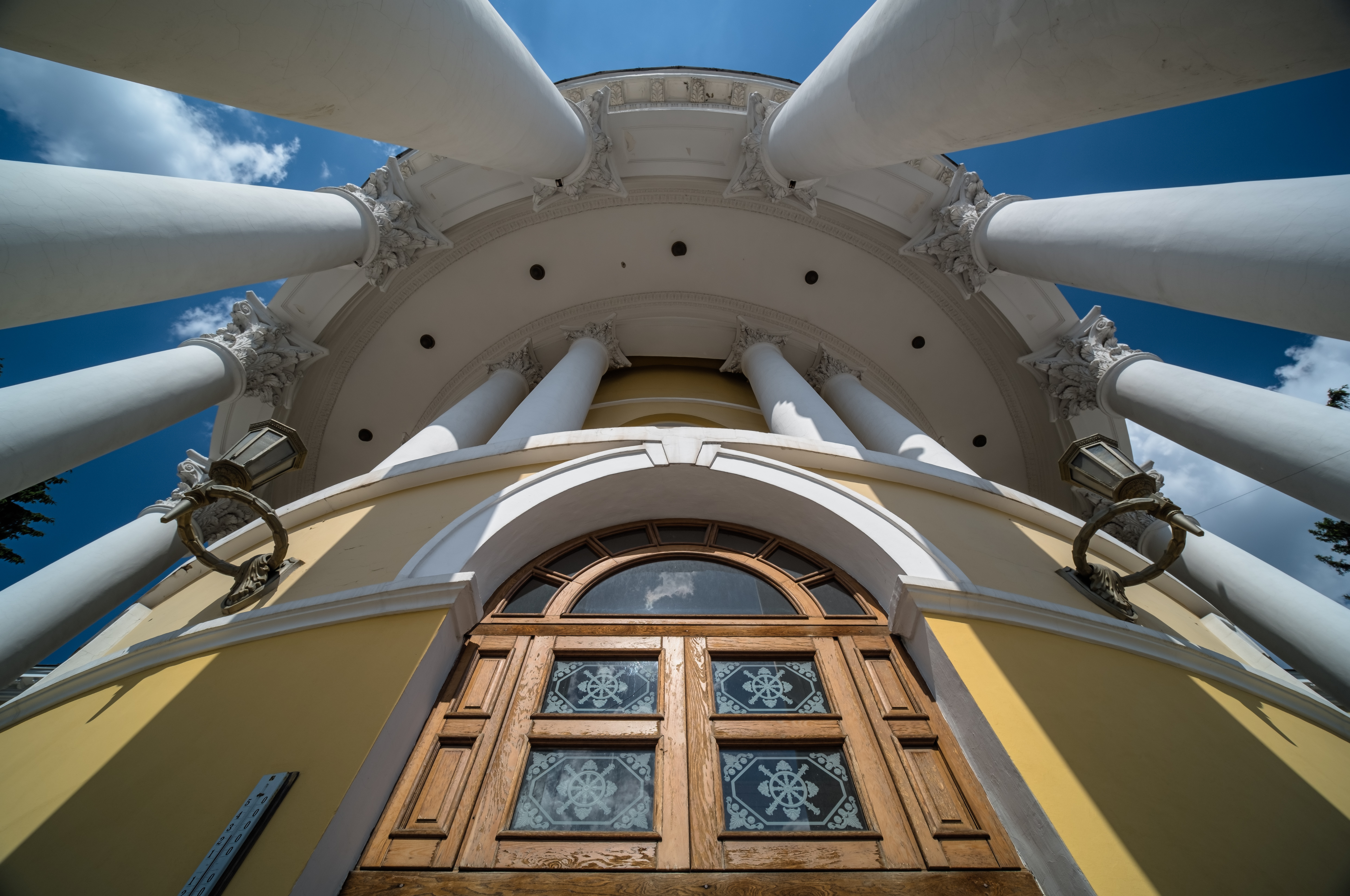
Главный вход